# Kadji Sports Academy
Die Kadji Sport Academy de Douala ist ein Sportinternat und ein Fußballverein aus Douala, Kamerun. Neben dem Fußball werden Talente noch im Tennis und Basketball gefördert und erhalten eine schulische Ausbildung.
Der Verein ist 2006 aus der Première Division abgestiegen.

## Ehemalige Spieler
- Aurélien Chedjou
- Armand Deumi
- Éric Djemba-Djemba
- Samuel Eto’o
- Thierry Fidjeu-Tazemeta
- Georges Mandjeck
- Stéphane Mbia
- William N’Gounou
- Nicolas N’Koulou